# Neo Geo (marca)
Neo Geo es una familia de hardware de videojuegos desarrollada por SNK. En el mercado de 1990 a 2004, la marca se originó con el lanzamiento de un sistema arcade Neo Geo MVS y su contraparte de la consola doméstica, Neo Geo AES. Tanto el sistema arcade como la consola eran potentes por el momento y el AES permite la perfecta compatibilidad de los juegos lanzados para el MVS. Sin embargo, el alto precio de la consola AES y sus juegos le impidió competir directamente con sus contemporáneos, Sega Genesis, Super NES, y Turbo-Grafx 16. Sin embargo, el arcade de MVS tuvo mucho éxito en las tiendas de Japón y América del Norte.
Años después, SNK lanzó el Neo Geo CD, una consola más rentable con juegos lanzados en discos compactos. La consola se encontró con un éxito limitado, debido en parte a su lenta unidad de CD-ROM. En un intento por competir con los juegos 3D cada vez más populares, SNK lanzó el sistema arcade Hyper Neo-Geo 64 en 1997 como el sucesor de su MVS envejecido. Al sistema no le fue bien y solo se lanzados algunos juegos. Nunca se lanzó una consola doméstica planificada basada en el hardware. Posteriormente, SNK amplió la marca al lanzar dos consolas de mano, Neo Geo Pocket, y más tarde Neo Geo Pocket Color, que compitió brevemente con Game Boy de Nintendo. Poco después de su lanzamiento, SNK se encontró con varios problemas legales y financieros, sin embargo, los Neo Geo MVS y AES originales continuaron adquiriendo juegos nuevos bajo nueva titularidad hasta que se descontinuaron oficialmente en 2004, lo que puso fin a la marca.
Independientemente de la falla del hardware Neo Geo posterior, los juegos para MVS original y AES fueron bien recibidos. El sistema generó varias series de larga duración y aclamadas por la crítica, en su mayoría luchadores 2D, incluyendo Fatal Fury, Art of Fighting, Samurai Shodown y The King of Fighters, así como juegos populares en otros gêneros como el Metal Slug y la serie Baseball Stars. En diciembre de 2012, SNK Playmore lanzó una consola portátil basada en el AES original, el Neo-Geo X. A partir de marzo de 1997, Neo Geo había vendido 980.000 unidades en todo el mundo. El Neo Geo Pocket Color también ha sido elogiado por múltiples innovaciones y una biblioteca muy importante, a pesar de su corta vida.
El 9 de mayo de 2018, SNK anunció el Neo Geo Mini, como parte de la celebrácion del 40 aniversario de la compañía. El nuevo dispositivo presentará varios títulos de Neo Geo. El nuevo hardware está repleto de títulos de Neo Geo y se está haciendo para agradecer a todos los fanáticos que han apoyado series de SNK como The King of Fighters, Fatal Fury, Samurai Shodown, Metal Slug y más. Más adelante se anunciará más información sobre el nuevo hardware SNK, incluido su lanzamiento y fijación de precios.

## Arcade y Consolas

### Neo Geo MVS & AES
Los dos primeros productos de SNK que usan el nombre Neo Geo son un sistema arcade llamado Neo Geo Multi Video System (MVS) y una consola complementaria llamada Advanced Entertainment System (AES), ambos lanzados en 1990. MVS ofrece a los operadores de arcade la posibilidad de poner hasta seis juegos de arcade diferentes en un solo gabinete, una consideración económica clave para operadores con espacio limitado. Viene en muchos gabinetes diferentes, pero básicamente consiste en un complemento a bordo que se puede vincular a un sistema JAMMA estándar.
El Sistema de entretenimiento avanzado (AES), originalmente conocido como Neo Geo, es la primera consola de videojuegos de la familia. El hardware cuenta con gráficos 2D comparativamente coloridos. El hardware fue en parte diseñado por Alpha Denshi (más tarde ADK).
Inicialmente, el sistema doméstico solo estaba disponible para alquiler en establecimientos comerciales, como cadenas hoteleras, bares y restaurantes, y otros lugares. Cuando la respuesta del cliente indicó que algunos jugadores estaban dispuestos a comprar una consola de US$ 650, SNK expandió las ventas y el marketing en el mercado de las consolas domésticas. La consola Neo Geo se lanzó oficialmente el 31 de enero de 1990 en Osaka, Japón. El AES es idéntico a su contraparte de arcade, el MVS, por lo que los juegos de arcade lanzados para el mercado interno son conversiones casi idênticas.

### Neo Geo CD
El Neo Geo CD, lanzado en 1994, fue inicialmente una actualización del AES original. Esta consola utiliza CD en lugar de cartuchos ROM como el AES. La unidad de CD-ROM 1X (aproximadamente) de la unidad era lenta, lo que hacía que los tiempos de carga fueran muy largos, ya que el sistema cargaba hasta 56 Mbits de datos entre cargas. Los precios de los juegos de Neo Geo CD eran bajos en US $ 50, en contraste con los cartuchos de juegos Neo Geo AES que cuestan tanto como US$ 300. El sistema también puede reproducir CD de audio. Las tres versiones del sistema no tienen bloqueo de región.
El Neo Geo CD se incluye con un teclado de control en lugar de un joystick como el AES. Sin embargo, el joystick original AES se puede usar con los 3 modelos de Neo Geo CD (cargador superior, cargador frontal y CDZ, una versión mejorada de la consola de CD, que solo se lanzó en Japón), en lugar de los controles incluidos.

### Hyper Neo-Geo 64
El Hyper Neo-Geo 64 es el segundo y último tablero de sistema de arcade de SNK en la familia Neo Geo, lanzado en 1997. El Hyper Neo-Geo 64 fue concebido como el debut en 3D de SNK en la quinta generación de consolas de videojuegos. Proporcionó la base de hardware para un sistema doméstico que reemplazaría a su antiguo Neo Geo AES, uno que, según SNK, sería capaz de competir con las consolas de videojuegos de quinta generación. En 1999, se suspendió el Hyper Neo-Geo 64, con solo siete juegos lanzados en dos años.

### Consolas portátiles
El Neo Geo Pocket fue la primera consolas de portátil de SNK en la familia Neo Geo. Con una pantalla monocromática, se lanzó originalmente a fines de 1998 exclusivamente en el mercado de Japón y Hong Kong. Las ventas menores a las esperadas dieron como resultado su suspensión en 1999, tras lo cual fue inmediatamente sucedido por el Neo Geo Pocket Color, que tenía una patalla a color. Esta vez también fue lanzado en los mercados norteamericanos y europeos. Cerca de dos millones de unidades se vendieron en todo el mundo. El sistema se suspendió en 2000 en Europa y América do Norte, pero continuó vendiéndose en Japón hasta 2001.
En diciembre de 2012, Tommo lanzó una nueva computadora de mano de Neo Geo en Norteamérica y Europa, con licencia de SNK Playmore. Es una consolas de portátil basada en código abierto como Dingoo, pero cerrada para emular juegos de Neo Geo, con 20 juegos incorporados, llamados Neo Geo X. Efectivamente el 2 de octubre de 2013, para proteger su propiedad intelectual como 'NEOGEO' y 'SNK', SNK Playmore decidió rescindir la licença, otorgada a Tommo y se le ordenó que suspendiera de inmediato las ventas de Neo Geo X Arcade Stick. SNK agregó que "se tornarán medidas decisivas contra todos los productos NEOGEO X no aprobados que no estén sujetos al Acuerdo de licencia".

### Neo Geo Mini
El 9 de junio de 2018, SNK anuncia Neo Geo Mini, un gabinete tipo arcade semi-portátil en miniatura que cuenta con 40 títulos SNK incorporados lanzados el 24 de junio de 2018 en Japón. Los títulos del juego son la versión AES, ya que son versiones de consolas con continuidad limitada, pero como inconveniente, Neo Geo mini cuenta con el sistema de estado de guardar / cargar que permite a los jugadores guardar y cargar el juego en cualquier momento para continuar el juego. Neo Geo mini también le permite conectarse a la pantalla del televisor al conectarlo con su propio cable HDMI (se vende por separado), que incluye un conector para auriculares y dos puertos para controladores externos Neo Geo mini Pad (también se venden por separado), que son los -El diseño de los controladores de Neo Geo CD, le permite jugar el modo de dos jugadores para el juego. SNK también anuncia la versión internacional de Neo Geo mini, que se lanzará fuera de Japón, contiene las mismas características que la japonesa Neo Geo mini pero con 14 de 40 títulos diferentes y una interfaz diferente. Como tal, ambas versiones tienen 54 títulos SNK diferentes en total. Posteriormente a finales de 2018 se lanzó una versión navideña la cual incluye 48 títulos, donde se incluyeron 9 títulos no lanzados en las 2 versiones anteriores.El 27 de junio de 2019 se lanzó una edición limitada llamada "Samurai Shodown", en tres colores; blanco, rojo y azul, los cuales se inspiran en Haomaru, Nakoruru y Ukyo respectivamente. Esta edición tiene 40 juegos, que incluyen todos los juegos de Samurai Shodown, incluidos tres juegos que no se incluyeron en las versiones anteriores. Estos también incluían dos controladores, un cable USB, un cable HDMI, un cojín antideslizante y una tarjeta de personaje coleccionable. El 30 de septiembre de ese mismo año se lanzó la versión Samurai Spirits Kuroko, esta tiene los mismos juegos que las ediciones Samurai Showdown, con la diferencia de que al igual que la versión navideña, tiene 48 títulos. Para 2024 se anunció una nueva versión de la consola la cual se le conoce como "MVS Mini", esta incluye un total de 45 juegos, entre ellos cuatro juegos que no se lanzaron en las 5 versiones anteriores.
| Títulos                                                 | Edición Internacional | Edición Japonesa | Edición Navideña | Ediciones Samurai Shodown | Edición Samurai Spirits Kuroko | Edición MVS Mini |
| ------------------------------------------------------- | --------------------- | ---------------- | ---------------- | ------------------------- | ------------------------------ | ---------------- |
| 3 Count Bout                                            | Yes                   | No               | No               | No                        | No                             | Yes              |
| Aggressors of Dark Kombat                               | No                    | Yes              | Yes              | Yes                       | Yes                            | No               |
| Alpha Mission II                                        | No                    | Yes              | Yes              | Yes                       | Yes                            | No               |
| Art of Fighting                                         | Yes                   | Yes              | Yes              | Yes                       | Yes                            | Yes              |
| Art of Fighting 3                                       | No                    | No               | No               | No                        | No                             | Yes              |
| Baseball Stars Professional                             | No                    | No               | No               | No                        | No                             | Yes              |
| Blazing Star                                            | Yes                   | Yes              | Yes              | Yes                       | Yes                            | No               |
| Blue's Journey                                          | Yes                   | No               | Yes              | Yes                       | Yes                            | No               |
| Burning Fight                                           | No                    | Yes              | Yes              | Yes                       | Yes                            | No               |
| Crossed Swords                                          | Yes                   | No               | No               | No                        | No                             | No               |
| Cyber-Lip                                               | No                    | Yes              | Yes              | Yes                       | Yes                            | No               |
| Fatal Fury: King of Fighters                            | No                    | No               | Yes              | Yes                       | Yes                            | No               |
| Fatal Fury 2                                            | No                    | No               | Yes              | Yes                       | Yes                            | Yes              |
| Fatal Fury Special                                      | Yes                   | Yes              | No               | No                        | No                             | Yes              |
| Fatal Fury 3: Road to the Final Victory                 | No                    | No               | Yes              | No                        | No                             | Yes              |
| Real Bout Fatal Fury                                    | Yes                   | Yes              | No               | No                        | No                             | Yes              |
| Real Bout Fatal Fury Special                            | No                    | No               | Yes              | Yes                       | Yes                            | Yes              |
| Real Bout Fatal Fury 2: The Newcomers                   | No                    | Yes              | Yes              | Yes                       | Yes                            | Yes              |
| Garou: Mark of the Wolves                               | Yes                   | Yes              | Yes              | Yes                       | Yes                            | Yes              |
| Football Frenzy                                         | Yes                   | No               | No               | No                        | No                             | Yes              |
| Ghost Pilots                                            | Yes                   | No               | No               | No                        | No                             | No               |
| King of the Monsters                                    | Yes                   | No               | Yes              | No                        | Yes                            | No               |
| King of the Monsters 2: The Next Thing                  | Yes                   | Yes              | Yes              | Yes                       | Yes                            | No               |
| Kizuna Encounter                                        | Yes                   | Yes              | Yes              | Yes                       | Yes                            | Yes              |
| Last Resort                                             | Yes                   | No               | No               | No                        | No                             | No               |
| League Bowling                                          | No                    | No               | Yes              | Yes                       | Yes                            | No               |
| Magician Lord                                           | Yes                   | No               | Yes              | Yes                       | Yes                            | Yes              |
| Metal Slug                                              | Yes                   | Yes              | Yes              | Yes                       | Yes                            | Yes              |
| Metal Slug 2                                            | Yes                   | Yes              | Yes              | Yes                       | Yes                            | No               |
| Metal Slug X                                            | Yes                   | No               | Yes              | No                        | Yes                            | Yes              |
| Metal Slug 3                                            | Yes                   | Yes              | Yes              | Yes                       | Yes                            | Yes              |
| Metal Slug 4                                            | Yes                   | No               | Yes              | No                        | Yes                            | Yes              |
| Metal Slug 5                                            | Yes                   | No               | Yes              | No                        | Yes                            | Yes              |
| Mutation Nation                                         | Yes                   | No               | No               | No                        | Yes                            | No               |
| Ninja Combat                                            | No                    | No               | Yes              | No                        | No                             | No               |
| Ninja Commando                                          | No                    | Yes              | Yes              | Yes                       | Yes                            | No               |
| Ninja Master's                                          | Yes                   | Yes              | Yes              | Yes                       | Yes                            | No               |
| Puzzled                                                 | Yes                   | Yes              | No               | No                        | No                             | No               |
| Robo Army                                               | Yes                   | No               | Yes              | Yes                       | Yes                            | No               |
| Samurai Shodown                                         | No                    | No               | No               | Yes                       | Yes                            | Yes              |
| Samurai Shodown II                                      | Yes                   | Yes              | Yes              | Yes                       | Yes                            | Yes              |
| Samurai Shodown III: Blades of Blood                    | No                    | No               | No               | Yes                       | Yes                            | Yes              |
| Samurai Shodown IV: Amakusa's Revenge                   | Yes                   | Yes              | Yes              | Yes                       | Yes                            | Yes              |
| Samurai Shodown V                                       | No                    | No               | No               | Yes                       | Yes                            | Yes              |
| Samurai Shodown V Special                               | Yes                   | Yes              | Yes              | Yes                       | Yes                            | Yes              |
| Savage Reign                                            | No                    | No               | Yes              | No                        | No                             | Yes              |
| Sengoku                                                 | No                    | No               | No               | No                        | No                             | Yes              |
| Sengoku 2                                               | No                    | No               | No               | No                        | No                             | Yes              |
| Sengoku 3                                               | Yes                   | Yes              | Yes              | Yes                       | Yes                            | Yes              |
| Shock Troopers                                          | Yes                   | No               | Yes              | No                        | Yes                            | Yes              |
| Shock Troopers: 2nd Squad                               | Yes                   | Yes              | Yes              | Yes                       | Yes                            | No               |
| Soccer Brawl                                            | No                    | No               | Yes              | Yes                       | Yes                            | No               |
| Super Sidekicks                                         | Yes                   | Yes              | Yes              | Yes                       | Yes                            | Yes              |
| The King of Fighters '94                                | No                    | Yes              | No               | No                        | No                             | Yes              |
| The King of Fighters '95                                | Yes                   | Yes              | No               | No                        | No                             | Yes              |
| The King of Fighters '96                                | No                    | Yes              | No               | No                        | No                             | Yes              |
| The King of Fighters '97                                | Yes                   | Yes              | Yes              | Yes                       | Yes                            | Yes              |
| The King of Fighters '98: The Slugfest                  | Yes                   | Yes              | Yes              | Yes                       | Yes                            | Yes              |
| The King of Fighters '99: Millennium Battle             | No                    | Yes              | Yes              | Yes                       | Yes                            | Yes              |
| The King of Fighters 2000                               | Yes                   | Yes              | No               | No                        | No                             | Yes              |
| The King of Fighters 2001                               | No                    | Yes              | Yes              | No                        | Yes                            | Yes              |
| The King of Fighters 2002: Challenge to Ultimate Battle | Yes                   | Yes              | Yes              | No                        | Yes                            | Yes              |
| The King of Fighters 2003                               | No                    | Yes              | No               | No                        | No                             | Yes              |
| The Last Blade                                          | No                    | Yes              | No               | No                        | No                             | Yes              |
| The Last Blade 2                                        | Yes                   | Yes              | Yes              | Yes                       | Yes                            | Yes              |
| The Super Spy                                           | No                    | No               | Yes              | No                        | No                             | No               |
| Top Hunter: Roddy & Cathy                               | No                    | Yes              | Yes              | Yes                       | Yes                            | No               |
| Top Player's Golf                                       | Yes                   | Yes              | Yes              | Yes                       | Yes                            | Yes              |
| Twinkle Star Sprites                                    | No                    | Yes              | Yes              | Yes                       | Yes                            | No               |
| World Heroes Perfect                                    | Yes                   | Yes              | Yes              | Yes                       | Yes                            | Yes              |
| Número de títulos incluidos                             | 40                    | 40               | 48               | 40                        | 48                             | 45               |
| Títulos                                                 | Edición Internacional | Edición Japonesa | Edición Navideña | Ediciones Samurai Shodown | Edición Samurai Spirits Kuroko | Edición MVS Mini |